# 七夕

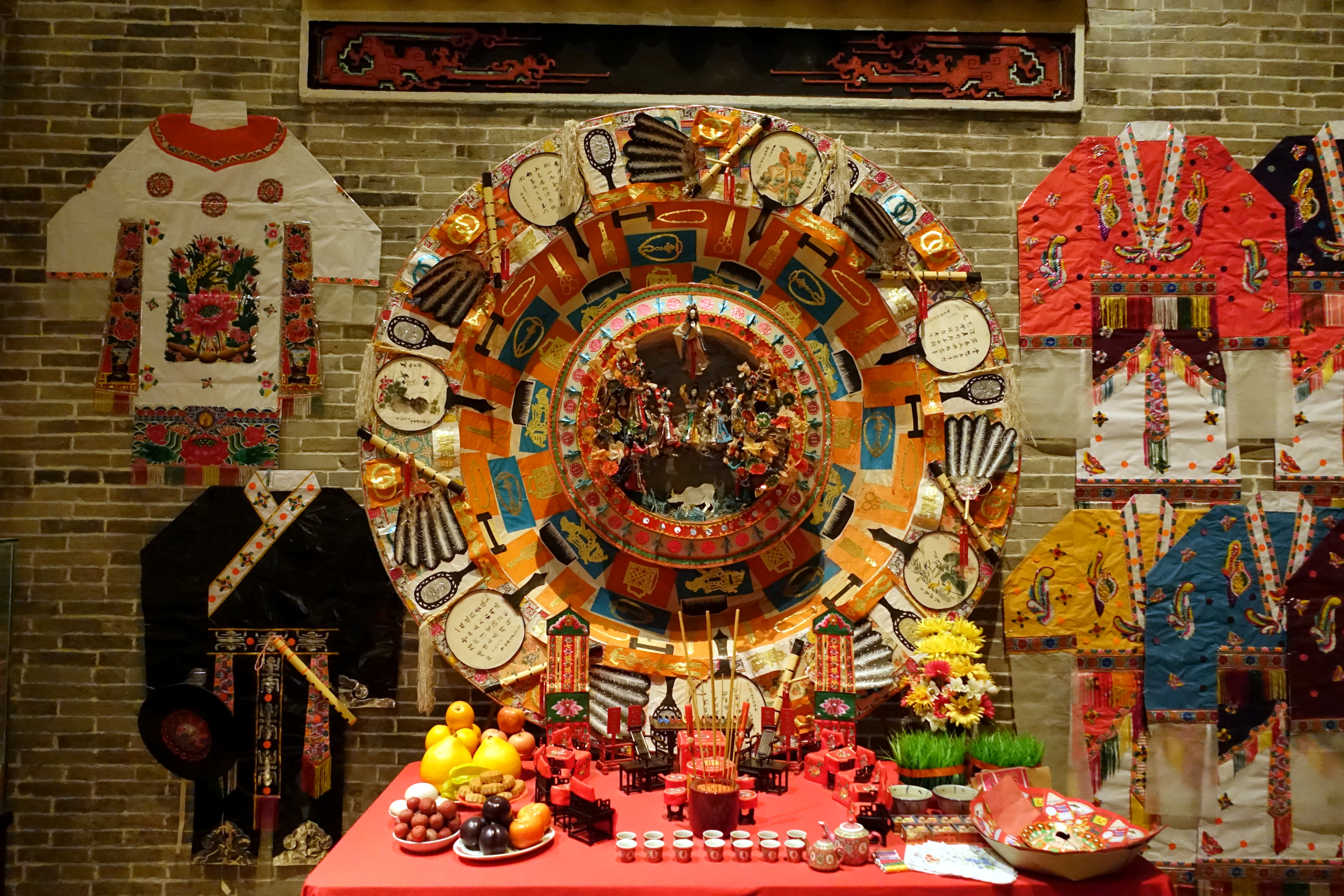
広東省、香港、マカオの七夕の供物には、七姉妹の紙皿や、太后（左上）、牛飼い（左下）、七姉妹とその6人の姉妹に捧げられる紙製の衣服などがある。

七夕（たなばた/しちせき）は、中国語で乞巧節（きっこうせつ）とも呼ばれ、中国神話に登場する牛郎と織女の逢瀬を祝う中国の祭りである。中国の旧暦7月7日に行われる。
ロマンチックな愛を祝うこの祭りは、しばしばバレンタインデーに相当する中国の伝統的な行事といわれる。このお祭りは中国の神話に由来しており、機織りの少女織女と牛飼いの牛郎という2人の恋人のロマンチックな伝説を祝うものである。牛飼いと機織り娘の物語は漢の時代から七夕祭りで祝われてきた。この有名な神話に関する最も古い文献は2600年以上前にさかのぼり、『詩経』の詩の中で語られている。
この祭りは、二重七夕、中国のバレンタインデー、七夕の夜、カササギ祭りなど、さまざまな呼び名がある。

## 歴史
織女と牽牛の伝説は『文選』の中の漢の時代に編纂された「古詩十九首」が文献として初出とされているが、まだ7月7日との関わりは明らかではない。
一方、『西京雑記』には、前漢の采女が七月七日に七針に糸を通すという乞巧奠（きこうでん）の風習が記されているが、織女については記されていない。
後漢の『風俗通義』には、織姫が牽牛の元へカササギの群れで造った橋を渡って逢いに行くと描写されている。
その後、南北朝時代の『荊楚歳時記』には7月7日、牽牛と織姫が会合する夜であると明記され、さらに夜に婦人たちが7本の針の穴に美しい彩りの糸を通し、捧げ物を庭に並べて針仕事の上達を祈ったと書かれており、7月7日に行われた乞巧奠と織女・牽牛伝説が関連づけられていることがはっきりと分かる。また六朝・梁代の殷芸（いんうん）が著した『小説』には、「天の河の東に織女有り、天帝の女なり。年々に機を動かす労役につき、雲錦の天衣を織り、容貌を整える暇なし。天帝その独居を憐れみて、河西の牽牛郎に嫁すことを許す。嫁してのち機織りを廃すれば、天帝怒りて、河東に帰る命をくだし、一年一度会うことを許す」（「天河之東有織女 天帝之女也 年年机杼勞役 織成云錦天衣 天帝怜其獨處 許嫁河西牽牛郎 嫁後遂廢織紉 天帝怒 責令歸河東 許一年一度相會」『月令廣義』七月令にある逸文）という一節があり、これが現在知られている七夕のストーリーとほぼ同じ型となった最も古い時期を考証できる史料のひとつとなっている。
現存する中国の七夕伝説には大きく２つのパターンがあり、「織姫が牽牛へ嫁いで織物を止め、天帝が怒りから2人を引き離し、7月7日のみカササギの橋を渡って逢瀬を許される話」と「水浴する織姫の衣を牛郎が盗み、結婚して子供を作るが西王母が織姫が連れ戻し、牛郎は牛皮を纏い天へ昇るも、西王母が天の河を作って引き離し、牽牛として7月7日だけ再会を許される話」があり、後者は羽衣伝説との融合が見られるという。

## 風習

### 中国
以前の女性の運命は結婚して、夫に従い子を教えるしかなかったので、少なからぬ女性が牽牛と織女の伝説を信じ、織女を手本にしたいと思っていた。よって毎年七姐誕（織女の誕生日）が来るたび、彼女たちは七姐（織女）を祭り、細やかなこころと器用な手先を得て、良縁が得られるように祈った。これが「乞巧」（器用になることを願う）という名称の由来である。女性はまた彩楼（飾り付けのある小屋）をつくり、黄銅で出来た細針（七孔針）を準備し、五色の糸で月に対し風を迎え針を通した。しばらくして、七夕も「女の子の日」となった。しかし古人が乞巧するのは七夕に限らず、正月や八九月も乞巧をし、宋以後になってから七夕だけに乞巧をするようになった。宋元時期、七夕乞巧節は盛んになり、乞巧の飾り物だけを売る市場ができ、乞巧市と称した。
『荊楚歳時記』によれば古代の女性は七夕の夜に“閨中秘戲”つまり「七月七日は牽牛と織女が会う日である。この夜、婦女は飾り付けのある小屋を作り、七孔針に糸を通し、またむしろをしいて酒や干し肉や瓜や果物を庭に並べて乞巧を行った。もし蜘蛛が瓜に網を張っていれば、印があったとする。」（七月七日，為牽牛織女聚會之夜。是夕，人家婦女結采縷，穿七孔針，或陳幾筵酒脯瓜果於庭中以乞巧。有喜子網於瓜上。則以為符應）を行った。喜子とは一種の小型のクモである。「東京夢華録」では「婦人は月に向かって糸を通し、また小さな蜘蛛を箱に入れて、次の日に見て、もし網が丸く張っていれば、器用になるという」（婦女望月穿針，或以小蜘蛛安合子内，次日看之，若網圓正，謂之得巧。）とある。杜甫『牽牛織女』もこの風習に言及している“蛛絲小人態，曲綴瓜果中。”劉言史『七夕歌』：“碧空露重新盤濕，花上乞得蜘蛛絲。”
現在の七夕は「愛情節」と呼ばれている。多くの商店や人々は「情人節」（恋人の日、つまり中国版のバレンタインデー）と呼んでいる。しかし、七夕の伝統的な習俗にはカップルのデートはなかったので、民俗専門家は「情人節」は不適当であって「愛情節」と呼ぶべきだとする。中国大陸では、七夕は商店にとっての販売促進の一大商機となっていて伝統習俗は廃れており、人々の七夕に対する情熱は舶来の「情人節」（2月14日）とは比べものにならない。

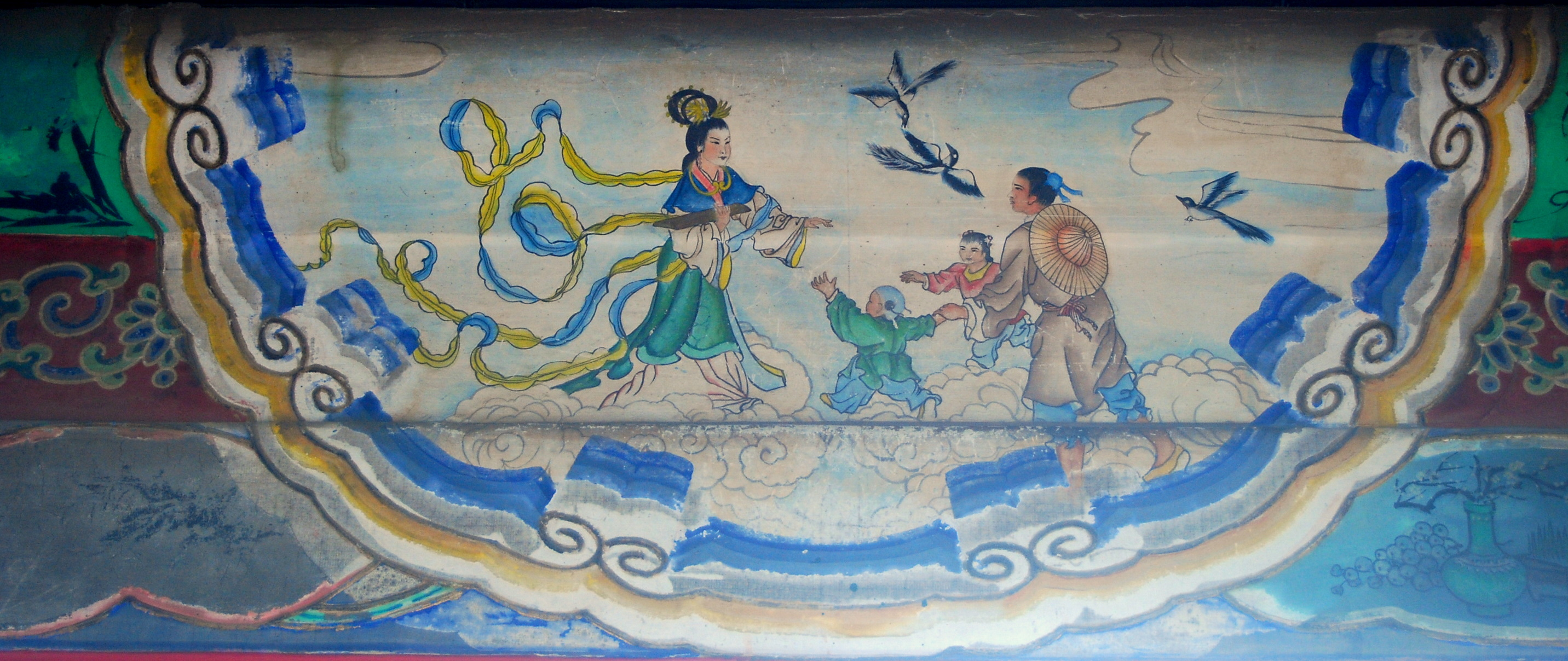
頤和園長廊彩絵：牛郎織女鵲橋会

#### 江南
江南の刺繍する少女は夜に月光の下で、一本の刺繍針を椀の水面にそっと置き、表面張力で針を浮かべる。月光が照らすなか、一番複雑な波紋が周りに出現した針が、一番良い刺繍が出来るとする。また針に赤い糸を透して、七仙女に「乞巧」（器用になることを願うこと）をする。唐代詩人の林杰の詩の「乞巧」では「七夕今宵看碧宵，牛郎織女渡河橋，家家乞巧望秋月，穿尽紅糸幾万条。」と述べている。

#### 西南
爪を染めることは西南一帯の七夕の習俗である。若い娘はこの日に樹液で髪を洗って若く美しくあることを願い、また未婚女性は想い人と巡りあうことを願う。

#### 膠東
膠東地区では七夕に七神姐を拝んだ。女性たちは新しい服を着て、1つの堂に集まり、七姉妹となった。少女たちは牡丹や蓮や梅や蘭や菊などの花の形をした「巧餅」という小麦のお菓子をつくり、織女を祭った。

#### 広東
広東では少女たちによって「拜七姐」が行われた。（男性や老女は参加できなかった）6月から準備を開始し、稲や麦や緑豆の粒を椀で浸して発芽させる。七夕が近づくとハリボテの鵲橋をつくり、また様々な手の込んだ手芸品を作る。七夕の夜には八仙桌を廟堂に置き、その上に果物や花や発芽させた穀物の芽や、人形や紙細工などの女性が作った手芸品、彫刻した果物、化粧品やお菓子などを置く。女性たちは髪を洗って着飾り、ホウセンカで爪を染める。八仙卓や鵲橋のそばで様々な遊戯を行う。また針に糸を通して乞巧(器用になることを願う)をしたり、北斗七星（織女の姉妹であるとされていた）や2つの星を拝む。また家々では乞巧卓を設け、人々をもてなした。深夜の12時は織女が下界に降りてくる時とされており、全ての灯りに火をともし、針に糸を通して、織女を出迎え、歓声があがる。そしてひと通り楽しんだ後、解散となった。

#### 閩南
閩南では、織姫を「七娘媽」と呼び、子供の守り神とする。閩南の習俗では七夕の日にザクロとシクンシで煮た卵と肉と黒砂糖の入ったもち米を食べて、虫除けと病気よけとする。

### 香港
現在の香港では、少なからぬ家庭が昔の伝統的な風習を維持しており、七姐誕（七夕）になると紙紮店（「紙紮」［しさつ］とは祭祀の時に燃やす紙製の模造品）で七姐衣を買い求め、その夜七姐（織姫）を祭るのに使う。

### 韓国
韓国では七月七夕（칠월칠석、チルォルチルソッ）といい、この日に牽牛と織女が1年ぶりに会ってうれし涙を流すため、絶対に雨が降ると信じられている。その日の晩に雨が降れば、それは牽牛と織女が流すうれし涙、2日間、夜に雨が続けば別れを惜しむ涙だと言われている。
その日は伝統的に各家庭でミルジョンビョン（小麦粉で作ったせんべい）とヘッグヮイル（季節の果物）を供え、女性らはチャントッテ（醤油がめやみそがめを置く高台）の上に水（井戸水）を供え、家族の長寿と家庭の平安を祈願する。また、少女らは牽牛星と織女星を見上げながら、針仕事が上手くなるよう願う。チャントッテの上に水（井戸水）を供えたあと、灰を平らに盆にのせて、翌日そこに何か通り過ぎた跡があれば、霊感があって針仕事が上手くなると信じられている。また少年らは学問に秀でるため夜空に星を描いて祈る。
また、梅雨が過ぎたあとの湿気で、衣類や書籍類に虫がついたり変質することを防ぐため、七夕の日の強い夏の日差しにあて、家ごとに井戸水を汲み取ってきれいにした後、蒸し餅を作り井戸の上に置いたりして七夕の日を過ごした。七夕の日の料理にはミルクッス（小麦粉で作った麺、うどん）とミルジョンビョン（小麦粉で作ったせんべい）がある。この日をさかいに冷たい風が吹き始めると小麦粉料理の季節は終わりとなり、最後の小麦粉料理となる。また、鯉を材料としたインオフェ（鯉のさしみ）、インオグイ（鯉の焼き魚）、そしてオイキムチ（きゅうりのキムチ）などを食べ、桃やスイカで作ったクァイルファチェ（いろんな果物を入れて混ぜた飲み物）を飲む
。

### 台湾
台湾では、7月7日は七娘媽（織女）の誕生日とされている。七娘媽は子どもの守護神である。幼児の守護神のzh:床母を祀る風習があり、幼児を持つ家庭はこの晩に床母を祭り、紙銭の「四方金」（或「刈金」）と「床母衣」を焼く。また台南や鹿港ではzh:做十六歲という成人式をこの日に行う。近年では、バレンタインデーと同様に男女がプレゼントを交換する日とされている。

### 日本
七夕は、日本でも各地で、新暦または旧暦の七月七日に盛んに祝われている。

## 時期

### 中国
元来は中国の節句の一つであり、太陰太陽暦の7月7日である。中国暦において7月は秋の最初の月「孟秋」であり、7日は上弦の月すなわち半月の日である。7が重なる日であるため「双七」とも呼ばれた。二十四節気では立秋前後の時期に相当する。

### ブラジル
ブラジルでは、日本の年中行事に親しむイベントや「商店街七夕」の形式で、日にちに拘らず行われる。
仙台市の協力のもと当地の宮城県人会を中心として1979年から始まった「サンパウロ仙台七夕祭り」は、仙台七夕の月遅れ開催を踏襲せず、7月の週末に同市のリベルダージにて開催されている。南半球であるため冬の風物詩として定着している。

### アメリカ
仙台市の協力のもと当地の宮城県人会を中心として2009年から始まった「ロサンゼルス七夕祭り」がある。時期は仙台七夕の月遅れ開催を踏襲せず、8月中旬頃に同市のリトルトーキョーにて二世週日本祭（二世ウイーク）に合わせて開催されている。

## 予定

### 新暦の七夕における月齢
2007年からの、グレゴリオ暦7月7日の月齢と天の川の見やすさを記号（◎→○→△→×）で示す。天の川の輝きは淡いため、月明かりや光害の影響があると見ることが難しい。月齢は0が新月、7.5が上弦の月、15が満月、22.5が下弦の月であり、上弦や下弦の前後では天の川が見える時間は限られ、満月前後ではほとんど見えなくなる。
1. 2007-07-07: 月齢22 ○
2. 2008-07-07: 月齢4 ◎
3. 2009-07-07: 月齢15 ×
4. 2010-07-07: 月齢25 ◎
5. 2011-07-07: 月齢6 ○
6. 2012-07-07: 月齢18 ×
7. 2013-07-07: 月齢29 ◎
8. 2014-07-07: 月齢10 △
9. 2015-07-07: 月齢21 △
10. 2016-07-07: 月齢3 ◎
11. 2017-07-07: 月齢13 ×
12. 2018-07-07: 月齢24 ○
13. 2019-07-07: 月齢5 ○
14. 2020-07-07: 月齢16 ×
15. 2021-07-07: 月齢27 ◎
16. 2022-07-07: 月齢8 ○

### 旧暦の七夕（伝統的七夕）
日本における「旧暦」は国家機関としては現在非公式扱いではあるが、国立天文台では2001年より「新暦7月7日はたいてい梅雨のさなかでなかなか星も見られない」という理由で、天体的に本来である旧暦7月7日を「伝統的七夕」と名付け、その日を新暦に換算した具体的日付を広く報じている。ただし冒頭の理由により建前上「伝統的七夕」の日の定義は、旧暦7月7日に近い日として「二十四節気の処暑（しょしょ＝太陽黄経が150度になる瞬間＝8月23日頃）を含む日かそれ以前で、処暑に最も近い朔（さく＝新月）の瞬間を含む日から数えて7日目」としている。この定義によれば、早くて新暦の7月31日、遅くとも8月30日までに該当する。「伝統的七夕」（旧七夕）の日付（日本標準時）は以下。
1. 2011-08-06
2. 2012-08-24 [注釈 3]
3. 2013-08-13
4. 2014-08-02
5. 2015-08-20
6. 2016-08-09
7. 2017-08-28
8. 2018-08-17
9. 2019-08-07
10. 2020-08-25
11. 2021-08-14
12. 2022-08-04
13. 2023-08-22
14. 2024-08-10
15. 2025-08-29

## 織女星と牽牛星の伝説

### 説話

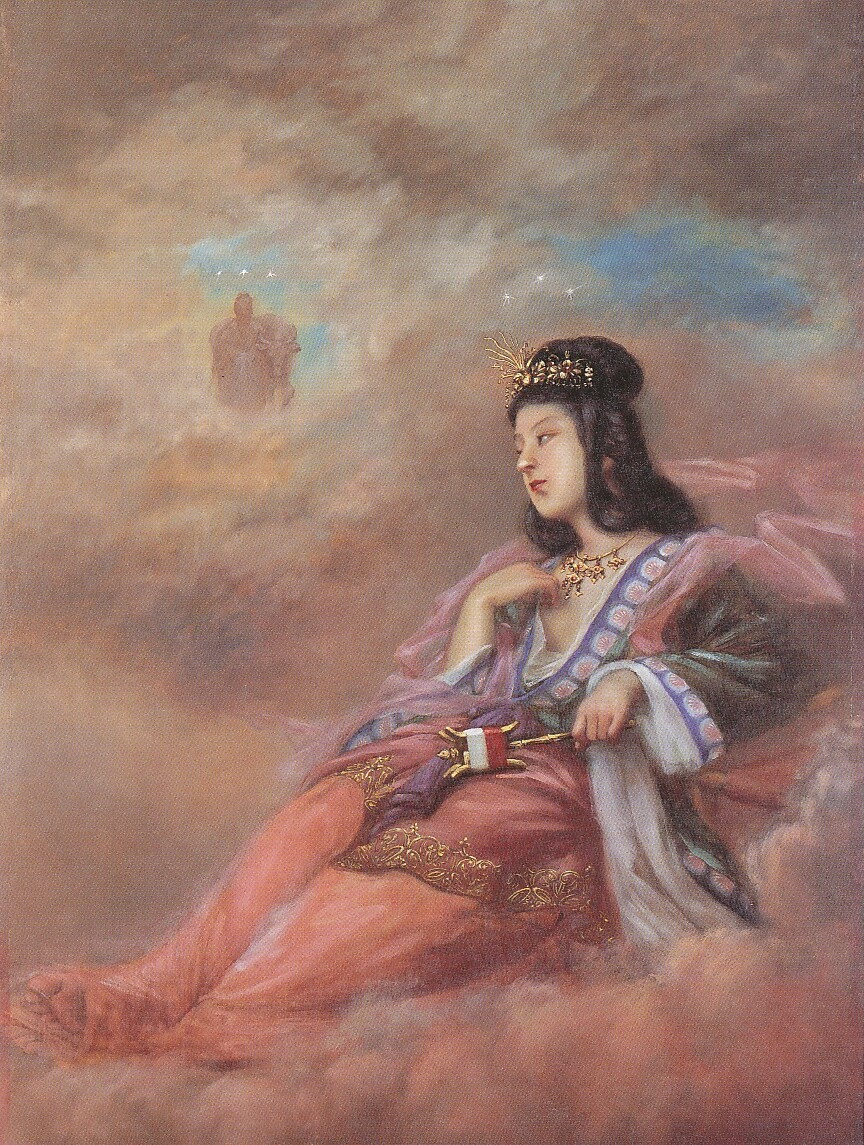
「十二支のうち丑『牽牛星』」山本芳翠筆

こと座の1等星ベガは、中国・日本の七夕伝説では織姫星（織女星）として知られている。織姫は天帝の娘で、機織の上手な働き者の娘であった。夏彦星（彦星、牽牛星）は、わし座のアルタイルである。夏彦もまた働き者であり、天帝は二人の結婚を認めた。めでたく夫婦となったが夫婦生活が楽しく、織姫は機を織らなくなり、夏彦は牛を追わなくなった。このため天帝は怒り、二人を天の川を隔てて引き離した。ただ年に1度、7月7日だけ天帝は会うことをゆるし、天の川にどこからかやってきたカササギが橋を架けてくれ会うことができた。しかし7月7日に雨が降ると天の川の水かさが増し、織姫は渡ることができず夏彦も彼女に会うことができない。星の逢引であることから、七夕には星あい（星合い、星合）という別名がある。また、この日に降る雨は催涙雨とも呼ばれる。催涙雨は織姫と夏彦が流す涙といわれている。
古典文学としておおまかなストーリーは以上のとおりの七夕説話であるが、長い歴史の中で中国各地の民話として様々なバリエーションを生じるに至った。それらは地方劇で上演され、戯曲の題材となった。その中で有名なものに京劇などで演じられる『天河配』がある。その内容は牛飼いの牛郎（牽牛）が水浴びをしていた天女の一人である織女の衣を盗んで夫婦となるが、やがて織女は天界に帰り、牛郎は織女を追って天界に昇るものの、織女の母である西王母によって天の川の東西に引き裂かれるというものである。羽衣伝説のようなストーリーすなわち白鳥処女説話となっている。

### あらすじ
昔、天の川のそばには天の神様、天帝が住んでいた。天帝には織姫という一人娘がおり、機を織り神々の着物を作る仕事をしている。織姫がやがて年頃になり、天帝は織姫に婿をむかえてやろうと考える。色々探した結果、天の川の岸で天の牛を飼っている、彦星という立派な若者を見つける。二人は相互いに一目惚れし、結婚して楽しい生活を送るようになった。
だが、仲が良過ぎるあまりに二人は仕事を忘れ、遊んでばかりいるようになってしまう。やがて天帝のもとへ「織姫が機織りをしないので、新しい着物が手に入らない」「彦星が世話をしないので、牛たちが病気になっている」との苦情が入り、すっかり怒ってしまった天帝は「二人は天の川の東と西に別れて暮らすがよい」と言って織姫と彦星を天の川の対岸に引き離す。
だが天帝は、織姫があまりにも悲しそうにしているのを見て、「一年に一度だけ、七月七日の夜だけ、彦星と会ってもよろしい」と告げる。それから、一年に一度会える日だけを楽しみにして、織姫は毎日、一生懸命に機を織り、彦星も、天の牛を飼う仕事に精を出すようになる。そして、待ちに待った七月七日の夜、織姫は天の川を渡って、彦星の所へ会いに行くのである。

### 星空
織女や牽牛という星の名称は 春秋戦国時代の『詩経』が初出とされているが、どの星を指すかは定かではない。前漢の『史記』天官書を見るとかつての牽牛は牛宿のことであり、現在の牽牛すなわちアルタイルは河鼓（天の川の太鼓）と呼ばれる星座の一星である。七夕伝説の発展により、より説話に相応しい位置に遷されたものと思われる。
夏の大三角形が関係している。
中国や日本で使われていた太陰太陽暦では、7日の月は必ず上弦の月となるので、これを船に見立てることもあった。そして夜遅くには月が沈み、月明かりにかき消されていた天の川が現れてくる。ただし、近年の日本国内では光害の影響により、月が沈んだ後であっても天の川を見ることができる場所は限られている。
グレゴリオ暦（新暦）では、月の満ち欠けは毎年異なるため、月明かりの影響により天の川が全く見えない年も多い。